# Teresina Brambilla
Teresina Brambilla (Cassano d'Adda, 15 aprile 1845 – Vercelli, 1º luglio 1921) è stata un soprano italiano che ha cantato nei principali teatri d'opera d'Europa durante la sua carriera venticinquennale.
È particolarmente nota per le sue interpretazioni dei ruoli principali nelle opere di Amilcare Ponchielli che sposò nel 1874.

## Biografia
Nata a Cassano d'Adda da una famiglia con forti tradizioni musicali, era nipote delle cinque sorelle Brambilla, tre delle quali, Marietta, Teresa e Giuseppina, ebbero importati carriere. Iniziò i suoi studi musicali proprio con le zie Teresa e Marietta (secondo alcuni con Giuseppina). La sua fu una voce certamente più lirica di quella della zia Teresa, che invece era soprano leggero.
Fece il suo debutto nel ruolo di Adalgisa nella Norma nel 1869 con la compagnia d'opera italiana a Odessa, dove sia Giuseppina che Teresa avevano cantato con grande successo. Tornata in Italia si esibì nei maggiori teatri di Milano, Ancona, Torino e Roma, riscuotendo grande successo. Il 5 dicembre 1872 interpretò il ruolo di Lucia Mondella nella prima della nuova elaborazione dell'opera I promessi sposi di Amilcare Ponchielli. L'opera inaugurò il Teatro Dal Verme di Milano e si rivelò il primo grande successo di Ponchielli e una svolta per la sua carriera di compositore.
Sposò Amilcare Ponchielli il 16 maggio 1874, divenendo "interprete ideale" di tutte le sue opere, in special modo della Gioconda che cantò per la prima volta al Teatro alla Scala di Milano l'8 aprile 1876.
Sempre di Ponchielli fu la prima interprete di Lina (rifacimento di La Savoiarda) al Teatro dal Verme di Milano nel 1877 e dell'opera Luce di Stefano Gobatti al Teatro Comunale di Bologna nel 1875.
Aveva una voce decisamente lirica e molto adatta al nuovo repertorio verista che stava piano piano producendosi in quegl'anni. Per questo fu un'ottima protagonista nell'Aida di Verdi, Elena nel Mefistofele di Boito, Elsa nel Lohengrin di Wagner, e interprete di opere wagneriane al Comunale di Bologna.
Nel 1889, tre anni dopo la morte del marito, decise di ritirarsi dalle scene e fu insegnante di canto per numerosi anni presso il conservatorio di Ginevra. Al suo rientro in Italia, insegnò canto fino al 1911 al Conservatorio Gioachino Rossini di Pesaro.
Morì a Vercelli il 1º luglio 1921.

## Repertorio
| Ruolo                   | Titolo                      | Autore     |
| ----------------------- | --------------------------- | ---------- |
| Adalgisa                | Norma                       | Bellini    |
| Caterina Glover         | La bella fanciulla di Perth | Bizet      |
| Elena                   | Mefistofele                 | Boito      |
| Giovanna Seymour        | Anna Bolena                 | Donizetti  |
| Paolina                 | Poliuto                     | Donizetti  |
| Isabella                | Roberto il diavolo          | Meyerbeer  |
| Valentina               | Gli ugonotti                | Meyerbeer  |
| Lucia Mondella          | I promessi sposi            | Ponchielli |
| Lina                    | La Savoiarda                | Ponchielli |
| Irene                   | Roderico, re dei Goti       | Ponchielli |
| Gioconda                | La Gioconda                 | Ponchielli |
| Amalia                  | I masnadieri                | Verdi      |
| Gilda                   | Rigoletto                   | Verdi      |
| Leonora                 | Il trovatore                | Verdi      |
| Oscar                   | Un ballo in maschera        | Verdi      |
| Donna Leonora di Vargas | La forza del destino        | Verdi      |
| Aida                    | Aida                        | Verdi      |
| Elsa di Brabante        | Lohengrin                   | Wagner     |